# Julika Jenkins
Julika Jenkins (Heidelberg, 20 ottobre 1971) è un'attrice tedesca, nota per il ruolo di Claudia Tiedemann nella serie televisiva Dark.

## Filmografia parziale

### Cinema
- Vitus, regia di Fredi M. Murer (2006)
- Un uomo e il suo cane (Un homme et son chien), regia di Francis Huster (2008)
- Der Nachtmahr, regia di Achim Bornhak (2015)

### Televisione
- Tatort - serie TV (2003, 2010-2011, 2016, 2019)
- Hamburg Distretto 21 (Notruf Hafenkante) - serie TV (2009, 2015)
- SOKO Wismar - serie TV (2010)
- Il commissario Schumann (Der Kriminalist) - serie TV (2014)
- Squadra Speciale Stoccarda (SOKO Stuttgart) - serie TV (2015, 2018)
- Berlin Station - serie TV (2016)
- Dark - serie TV (2017-2020)
- Polizeiruf 110 - serie TV (2020)
- La mia prediletta (Liebes Kind) - serie TV (2023)